# هوشنگ گلشیری
هوشنگ گلشیری (۲۵ اسفند ۱۳۱۶ – ۱۶ خرداد ۱۳۷۹) نویسندهٔ ایرانی و سردبیر مجلهٔ کارنامه بود. مورّخان ادبی وی را از تأثیرگذارترین داستان‌نویسان معاصر زبان فارسی دانسته‌اند.
گلشیری کارش را با آموزگاری در روستاها و سپس‌ در اصفهان آغاز کرد. او با نگارش رمان کوتاه شازده احتجاب در اواخر دههٔ ۱۳۴۰ خورشیدی به شهرت فراوانی رسید. این کتاب را یکی از قوی‌ترین داستان‌های ایرانی خوانده‌اند. از سال ۱۳۵۳ تا ۱۳۵۷ به دعوتِ بهرام بیضایی در دانشکده هنرهای زیبای دانشگاه تهران استادی کرد. پس از انقلاب با تشکیل جلسات هفتگی داستان‌خوانی و نقد داستان از سال ۱۳۶۲ تا پایان عمر خود نسلی از نویسندگان را پرورش داد که در دههٔ هفتاد ۱۳۷۰ به شهرت رسیدند. او همچنین عضو کانون نویسندگان ایران و از بنیانگذاران حلقه ادبی جُنگ اصفهان بود.

## زندگی
گلشیری به تاریخ ۲۵ اسفند ۱۳۱۶ در اصفهان به دنیا آمد. در کودکی همراه با خانواده به آبادان رفت. خود وی دوران زندگی خود در آبادان را در شکل‌گیری شخصیت خود بسیار مؤثر می‌دانست. در سال ۱۳۲۸ با اخذ مدرک دیپلم ادبی از دبیرستان ادب در اصفهان، تحصیل در رشتهٔ ادبیات فارسی را در دانشگاه اصفهان آغاز کرد. آشنایی با انجمن ادبی صائب در همین دوره نیز اتفاقی مهم در زندگی او بود. گلشیری کار ادبی را با جمع‌آوری فولکلور مناطق اصفهان در سال ۱۳۳۹ آغاز کرد. سپس مدتی شعر می‌سرود. خیلی زود دریافت که در این زمینه استعدادی ندارد، بنابراین سرودن را کنار گذاشت و به نگارش داستان پرداخت. وی پس از چندی همراهِ شماری از نویسندگان نواندیش مانند ابوالحسن نجفی و محمد حقوقی جلسات یا حلقهٔ ادبی جُنگ اصفهان را پایه گذارد.

### زندگی شخصی
گلشیری از سال ۱۳۵۳ تا ۱۳۵۷ به دعوتِ بهرام بیضایی در دانشکدهٔ هنرهای زیبای دانشگاه تهران استادی کرد. او در سال ۱۳۵۸ با فرزانه طاهری که مترجم است ازدواج کرد. حاصل این ازدواج دو فرزند به نام‌های غزل و باربد است. احمد گلشیری برادر وی مترجم و سیامک گلشیری برادرزاده او نویسنده است.

### مرگ
سرانجام گلشیری در سن ۶۲ سالگی بر اثر ابتلا به بیماری مننژیت که نخستین نشانه‌های آن از پاییز ۱۳۷۸ خورشیدی پدیدار شده بود در بیمارستان ایران‌مهر درگذشت. او را در امامزاده طاهر شهر کرج به خاک سپردند.

## فعالیت‌ها
در سال ۱۳۶۸، در اولین سفر به خارج از کشور پس از انقلاب برای سخنرانی و داستان‌خوانی به هلند (با دعوت سازمان آیدا)، و شهرهای مختلف انگلستان و سوئد رفت. در سال ۱۳۶۹ نیز برای شرکت در جلسات خانهٔ فرهنگ‌های جهان در برلین به آلمان سفر کرد. در این سفر در شهرهای مختلف آلمان، سوئد، دانمارک و فرانسه سخنرانی و داستان‌خوانی کرد. در بهار ۱۳۷۱ به آلمان، آمریکا، سوئد، بلژیک و در بهمن ۱۳۷۲ هم به آلمان، هلند، بلژیک سفر کرد.

### دوران روزنامه‌نگاری
گلشیری همکاری خود را با مطبوعات از جوانی آغاز کرد. وی برخی آثار خود را در نشریاتی مانند پیام نوین، کیهان هفته و فردوسی به چاپ رساند. پس از راه‌اندازی جُنگ اصفهان نیز گلشیری شاخص‌ترین چهره و به گفتهٔ منتقدی سخنگوی پرنفوذ این جریان به‌شمار می‌رفت.
پس از انقلاب ۱۳۵۷ نیز گلشیری فعالیت روزنامه‌نگاری را ادامه داد. گلشیری از اواخر سال ۱۳۶۴، با همکاری با مجلهُ آدینه از اولین شمارهُ آن، و پس از آن، دنیای سخن، و پذیرش مسئولیت صفحات ادبی مفید برای ده شماره دور تازه‌ای از کار مطبوعاتی خود را آغاز کرد. سردبیری ارغوان که فقط یک شماره منتشر شد (خرداد ۱۳۷۰)، و سردبیری و همکاری با چند شمارهُ نخست فصلنامه زنده رود (۱۳۷۱ تا ۱۳۷۲) ادامهُ فعالیت‌های مطبوعاتی او تا پیش از سردبیری کارنامه بود. سردبیری ماهنامهٔ ادبی کارنامه را در تابستان ۱۳۷۷ بر عهده گرفت و نخستین شماره آن را در دی ماه همین سال منتشر کرد. این مجله در حقیقت پایگاهی بود برای نویسندگانی که در دههٔ پیشین امکان انتشار آثار خود را نداشتند. در این دوره، جلسات بررسی شعر و داستان نیز به همت او در دفتر کارنامه برگزار می‌شد. یازدهمین شماره کارنامه به سردبیری او پس از مرگش در خرداد ۱۳۷۹ منتشر شد.

### کارگاه داستان‌خوانی
یکی از اقدامات تأثیرگذار و مهم گلشیری تشکیل کارگاه‌های داستان و پرورش نسل تازه‌ای از نویسندگان ایرانی بود. وی جلسات هفتگی داستان‌خوانی و نقد داستان را از سال ۱۳۶۲ تا پایان عمر خود در هر شرایطی به صورت مستمر برگزار کرد. وی در سال‌هایی که کارنامه را منتشر می‌کرد، جلسات نقد شعر و داستان را در دفتر مجله برگزار می‌کرد. در اواسط سال ۱۳۶۲، گلشیری جلسات هفتگی داستان‌خوانی را که به جلسات پنج‌شنبه‌ها معروف شد، با شرکت نویسندگان جوان در خانهٔ خود برگزار کرد. این جلسات تا اواخر سال ۱۳۶۷ با حضور نویسندگانی چون یارعلی پورمقدم، محمدرضا صفدری، محمد محمدعلی، حسین سناپور، آذر نفیسی، عباس معروفی، منصور کوشان، شهریار مندنی‌پور، منیرو روانی‌پور، قاضی ربیحاوی، ناصر زراعتی، حسین مرتضاییان آبکنار، و ابوتراب خسروی ادامه داشت.

## بنیاد گلشیری
پس از درگذشت وی، بنیاد هوشنگ گلشیری برای ادامهٔ تلاش‌های او و حمایت از فعالیت‌های ادبی تشکیل شد و جایزهٔ هوشنگ گلشیری را برای اهدا به آثار منتخب ادبیات فارسی برقرار کرد.

## جوایز و افتخارات
- جایزهٔ صلح اریش ماریا رمارک در سال ۱۳۷۸[۱۰]
- جایزهٔ لیلیان هلمن/ دشیل همت در سال ۱۳۷۶[۶]

## نوشته‌ها

### مجموعه‌های داستان‌های کوتاه
- مثل همیشه (۱۳۴۷)
- نمازخانه کوچک من (۱۳۵۴)
- جُبّه‌خانه (۱۳۶۲)
- پنج گنج (۱۳۶۸)
- دست تاریک دست روشن (۱۳۷۴)
- نیمهٔ تاریک ماه (برگزیده آثار- کتاب اول ۱۳۸۰)

### داستان‌های بلند
- شاه سیاه‌پوشان
- حدیث ماهیگیر و دیو (۱۳۶۳)

### رمان‌ها
- شازدهٔ احتجاب (۱۳۴۸)
- کریستین و کید (۱۳۵۰)
- بره گمشده راعی (۱۳۵۶)
- معصوم پنجم یا حدیث مرده بر دار کردن آن سوار که خواهد آمد (۱۳۵۸)
- در ولایت هوا، تفننی در طنز (۱۳۷۰، در سوئد).
- آینه‌های دردار (۱۳۷۰)
- جِن‌نامه (۱۳۷۶، نشر باران، سوئد)

### فیلم‌نامه
- دوازده رخ (۱۳۶۷، انتشارات نیلوفر)

### غیرداستانی
- ویرایش گلستان سعدی نسخهٔ تصحیح شدهٔ محمدعلی فروغی (۱۳۶۱)
- باغ در باغ مجموعه مقالات (۱۳۷۸)
- در ستایش شعر سکوت، (دو مقالهُ بلند در بارهُ شعر) (۱۳۷۴)
- جدال نقش با نقاش، بررسی آثار سیمین دانشور (از آتش خاموش تا سووشون) (۱۳۷۶)